# Cypraeoidea
Cypraeoidea ist eine Überfamilie (lat.: Superfamilia) aus der Klasse der Gastropoden und fasst mehrere hundert Schneckenarten. Sie kommen weltweit vor allem in den wärmeren Meeren vor. Ihr Vorkommen reicht vom Flachwasser bis in die Tiefsee. Aufgestellt wurde Cypraeoidea von Rafinesque 1815.

## Beschreibung
Die ausgewachsenen Arten der im Meer lebenden Schnecken weisen Merkmale auf, die sie von anderen Schnecken deutlich unterscheiden. So verlieren sie schon nach wenigen Wochen ihr Operculum und der Protoconch bildet sich meistens vollständig zurück. Weil die für Schneckengehäuse typischen Windungen fehlen, wirken sie spiegelsymmetrisch. Die Gehäuseform variiert von kugelig bis langgestreckt, die Größe reicht von 1 cm (und darunter) bis 10 cm (und darüber). Die Apertur (die Öffnung des Schneckengehäuses an der Unterseite) ist lang und schmal und fast immer gezahnt. Arten dieser Überfamilie haben üblicherweise eine glatte und glänzende Schale, hervorgerufen durch die Eigenart den Mantel oft vollständig über den gesamten Körper legen zu können.

## Nomenklatur
Der ursprüngliche Name diese Überfamilie war Cypraeacea. Nachdem die Regeln zur Benennung von Lebewesen von der ICZN geändert wurden, mussten die Suffixe ‑acea oder ‑aceae im Namen vieler Überfamilien der Wirbellosen gegen ‑oidea ausgetauscht werden. In vielen älteren Werken finden sich noch die Suffixe -acea und -aceae wieder.

## Taxonomie
Die systematische Stellung der Überfamilie wird kontrovers diskutiert. Dies gilt sowohl für die äußere als auch für die innere Systematik. Götting (1997) beispielsweise ordnete die Familie Triviidae unter, wohingegen Schilder, Millard (1997) und Ponder & Lindberg (1997) diese Familie in eine eigene Überfamilie Trivioidea (beziehungsweise Triviacea) einreihten.
In ihrem Werk Classification and nomenclator of gastropod families ordneten Bouchet & Rocroi (2005) die beiden folgenden Familien der Überfamilie Cypraeoidea unter:

- Cypraeidae
- Ovulidae

Auch Liltved (2000) und Fehse (2007) bestätigten in ihren Systematiken die Zugehörigkeit dieser Familien. Mit dem Unterschied, dass Fehse die Familie der Eischnecken (Ovulidae) aufsplittete und eine vormalige Unterfamilie und einen Tribus in den Rang einer Familie erhob. Somit wurde aus Pediculariinae Pediculariidae und aus Eocypraeini Eocypraeidae. Mit der Folge, dass „seine“ Überfamilie Cypraeoidea vier Familien beinhaltete. Neben denen von Bouchet & Rocroi führte er folglich noch Pediculariidae und Eocypraeidae auf.